# Альбани, Аннибале
Аннибале Альбани (итал. Annibale Albani; 15 августа 1682 года, Урбино, Папская область — 21 октября 1751 года, Рим, Папская область) — итальянский куриальный кардинал и папский дипломат. Архипресвитер патриаршей Ватиканской базилики и префект Священной Конгрегации фабрики Святого Петра с 4 января 1712 по 21 октября 1751. Секретарь мемориальных дат в 1712. Камерленго Святой Римской Церкви с 29 марта 1719 по 23 февраля 1747. Посол Австрии при Святом Престоле с июля 1720 по апрель 1748. Вице-декан Священной Коллегии Кардиналов с 9 сентября 1743 по 21 октября 1751. Кардинал-дьякон с 23 декабря 1711, с титулярной диаконией Сант-Эустакьо со 2 марта 1712 по 8 июня 1716. Кардинал-дьякон с титулярной диаконией Санта-Мария-ин-Козмедин с 8 июня 1716 по 6 июля 1722. Кардинал-священник с титулом церкви Сан-Клементе с 6 июля 1722 по 24 июля 1730, in commendam с 24 июля 1730. Кардинал-епископ Сабины с 24 июля 1730 по 9 сентября 1743. Кардинал-епископ Порто-Санта Руфина 9 сентября 1743.

## Ранняя жизнь и образование
Происходил из аристократической итальянской семьи, предки которой в XIV столетии переселились в Италию из Албании. Из семьи Альбани вышло немало высших лиц Католической церкви. Среди них — римский папа Климент XI и кардиналы Джанджироламо Альбани, Джованни Франческо Альбани, Джузеппе Альбани и Алессандро Альбани. Аннибале Альбани был братом кардинала Алессандро Альбани и племянником папы Климента XI.
Обучался в Колледжио Романо (1700—1706 годы), где защитил докторат по теологии в 1703 году и докторат по праву в 1706 году. Благодаря родству с папой быстро продвинулся в церковной иерархии, занимал несколько важных постов в Римской курии, являя собой пример типичного непота. В 1709 году был назначен нунцием с особыми поручениями к императору Иосифу, вёл переговоры о возможном заключении мира на фоне шедшей в то время войны за испанское наследство.

## Кардинал
23 декабря 1711 года объявлен кардиналом. Примечательно, что к моменту назначения кардиналом Аннибале Альбани не имел ни священнического ни даже диаконского сана, до 1918 года это разрешалось. Только 18 сентября 1712 года он был рукоположён в диаконы и стал кардиналом-диаконом с титулом церкви Сант-Эустакьо. С 8 июня 1716 года носил титул церкви Санта-Мария-ин-Козмедин. С 1712 года и вплоть до смерти был архипресвитером Собора Святого Петра.
В 1718 году вёл дипломатическую работу на переговорах Франции и Святого Престола, связанных с буллой Unigenitus и конфликтами вокруг янсенистов.

## Куриальный сановник
29 марта 1719 года назначен камерленго Апостольской палаты, получив, таким образом, один из высших постов в Римской курии. Пост камерленго Аннибале Альбани занимал вплоть до 1747 года. 28 октября 1722 года рукоположён в священники, получил титул кардинала-священника Сан-Клементе. 24 июля 1730 года получил ещё один из высших постов Римской курии — кардинала-епископа Сабины. 15 августа 1730 года состоялась епископская хиротония. В 1743 году возглавил другую субурбикарную епархию — Порто-Санта Руфина. С 1743 года и вплоть до смерти занимал пост Вице-декана Коллегии кардиналов.
Принимал участие в конклавах 1721, 1724, 1730 и 1740 годов, избиравших соответственно Иннокентия XIII, Бенедикта XIII, Климента XII и Бенедикта XIV.
Умер 21 октября 1751 года в Риме. Был похоронен в соборе Святого Петра, затем его останки были перенесены на кладбище.
Аннибале Альбани издал работы своего дяди папы Климента XI в двух томах в Риме, затем они были переизданы во Франкфурте. Кардинал Альбани был известным покровителем искусств и коллекционером живописи и редкой духовной литературы, а также нумизматом. Его библиотека, картины, скульптуры и коллекция монет после его смерти перешли в коллекцию Ватикана. Покровительствовал родному городу Урбино, сильно способствовал его росту и промышленному развитию, в частности возродил в нём стекольное производство, а в 1725 году основал типографию.